# Rineke Dijkstra
Rineke Dijkstra (ur. 1959 w Sittard) – holenderska fotograficzka, artystka wideo, pracująca w Amsterdamie. Jej prace wystawiano m.in. w Tate Modern (2000), Muzeum Guggenheima w Nowym Jorku (2002, 2012) oraz na Biennale w Wenecji (2001).

## Życiorys
Urodziła się w 1959 roku w Sittard. W latach 1981–1986 uczyła się fotografii w Gerrit Rietveld Academie w Amsterdamie. W 1984 w de Moor w Amsterdamie odbyła się jej pierwsza wystawa indywidualna, trzy lata później otrzymała nagrodę Kodak Award.
Przez kilka lat zajmowała się fotografią komercyjną, tworzoną na potrzeby biznesu. W 1990 roku artystka przeżyła poważny wypadek rowerowy, z powodu którego przez pięć miesięcy była unieruchomiona, a następnie musiała przejść długotrwałą rehabilitację. W 1991 roku Dijkstra wykonała autoportret, przedstawiający zmęczoną artystkę w kostiumie kąpielowym, tuż po wyczerpujących ćwiczeniach rehabilitacyjnych na basenie; fotografia ta stanowiła przełom w jej twórczości. Od 1992 Dijkstra pracowała nad serią zdjęć przedstawiających młodych ludzi w strojach kąpielowych pozujących m.in. na plażach amerykańskich, polskich, ukraińskich; cykl ten przyniósł artystce popularność.
Wystawy indywidualne artystki odbyły się m.in. w Galerie Nationale du Jeu de Paume w Paryżu (2005), Fundació la Caixa d'Estalvis Pensions w Barcelonie (2005), Rudolfinum w Pradze (2006), Marian Goodman Gallery w Nowym Jorku (2010), Tate Liverpool (2010). Jej prace pojawiły się na Biennale w Wenecji (1997, 2001), biennale w São Paulo (1998), Biennale Internationale di Fotografia w Turynie (1999) oraz na triennale fotografii i wideo w Nowym Jorku (2001).
W 2012 roku retrospektywy Dijkstry odbyły się w Muzeum Guggenheima w Nowym Jorku i w Muzeum Sztuki Współczesnej w San Francisco.

## Twórczość
Artystka chętnie tworzy tematyczne serie fotografii. Często portretuje nastolatków, ludzi młodych znajdujących się u progu dojrzałości. Chętnie fotografuje też ludzi tuż po tym, jak podjęli duży fizyczny i emocjonalny wysiłek (np. kobiety po porodzie, toreadorzy po walce). Niektóre z jej fotografii to z kolei serie zdjęć tej samej osoby, dokumentujące jak zmieniała się ona na przestrzeni czasu.
Do jej fotografii należą m.in.:
- seria Beaches (1992–2002) przedstawiająca młodych ludzi na plażach, fotografowanych od przodu, w pozycji stojącej[1][3]; zdjęcia były wykonywane m.in. na plażach USA, Polski, Ukrainy i Chorwacji[8],
- seria zdjęć portugalskich torreadorów fotografowanych tuż po zejściu z areny[1],
- seria Almerisa, na którą składają się zdjęcia Bośniaczki mieszkającej w holenderskim ośrodku dla uchodźców, wykonywane regularnie od 1994 przez ponad 10 lat[2],
- seria Oliver (2000-2003), na którą składają się zdjęcia młodego żołnierza Legii Cudzoziemskiej, dokumentujące jego wcielanie się w rolę legionisty[2],
- seria zdjęć izraelskich żołnierzy i żołnierek[1],
- seria Tiergarten (1998-2000), na którą składają się zdjęcia nastolatków wykonane w ogrodzie Großer Tiergarten[8].

Dijkstra jest też autorką sztuki wideo, do jej filmów należą m.in. I See A Woman Crying (Weeping Woman) (2009; film przedstawia grupę dzieci interpretujących obraz Picassa), Ruth Drawing Picasso (2009; film przedstawia dziewczynkę szkicującą obraz Picassa), The Krazyhouse (2009; film przedstawia grupę nastolatków tańczących do swojej ulubionej muzyki) i Annemiek (I wanna be with you) (1997).